# Révolution philippine de 1986
La révolution philippine de 1986 est une série de manifestations populaires aux Philippines, principalement dans la capitale Manille du 22 au 25 février 1986. Elle fait suite à une campagne soutenue de résistance civile contre la violence du régime et la fraude électorale présumée à l'élection présidentielle du 7 février. Cette révolution non-violente (en) conduit au départ du président et dictateur Ferdinand Marcos, à la fin de son règne dictatorial de plus de vingt années et à la restauration de la démocratie aux Philippines. À la suite de cette révolution, Corazon Aquino succède à Ferdinand Marcos à la présidence des Philippines.
Cette révolution est également appelée la révolution jaune en raison de la présence de rubans jaunes lors des manifestations suivant l'assassinat du sénateur philippin Benigno Aquino, Jr., l'époux de Corazon Aquino, en août 1983.
La plupart des manifestations ont eu lieu sur une longue portion de l'avenue Epifanio de los Santos (en), plus connue sous son acronyme EDSA. Le nom de révolution EDSA a donc également été utilisé.